# Drosophila gentica
Drosophila gentica este o specie de muște din genul Drosophila, familia Drosophilidae, descrisă de Wheeler și Hajimu Takada în anul 1962.
Este endemică în El Salvador. Conform Catalogue of Life specia Drosophila gentica nu are subspecii cunoscute.